# Pécsi Györgyi
Pécsi Györgyi (Zalaszentgrót, 1958. július 23. –) József Attila-díjas (2005) szerkesztő, kritikus, irodalomtörténész

## Életpályája
1976-1980 között a Szombathelyi Tanárképző Főiskola magyar-könyvtár szakos hallgatója volt, 1980-1984 között tanított, majd Budapesten dolgozott könyvtárosként. 1984 óta jelennek meg művei. 1990-től a Széphalom Könyvműhely szerkesztője, 1993-1996 között pedig vezetője volt. 1996-1998 között szabadfoglalkozású. 1998 óta az Új Könyvpiac szerkesztője 2002-2011 közt felelős szerkesztője, 2011-től a Kortárs folyóirat szerkesztője, 2011-2017 közt a Magyar Művészeti Akadémia Dokumentációs Osztályának majd Főosztályának a vezetője. 2017-2023 közt az MMA Kiadó alapító ügyvezetője. MMA-s működése alatt (főosztályvezetőként, illetve kiadóvezetőként) 350 akadémiai portrérfilm és oral history film gyártását vezette.  
József Attila Kör tagja (1987–), Magyar Írószövetség tagja ( 1989–2011) (2004–2010 közt választmányi tag), Magyar Alkotóművészek Egyesülete tagja (1994–), majd az Irodalmi Tagozat vezetőségi, később elnökségi  tagja; az Erdélyi Magyar Írók Ligája tagja (2005?), a Nagy Gáspár Alapítvány kurátora (2011–,  2013-tól alelnöke); a Nemzeti Kulturális Alap Bizottságának tagja (2017-2021)

## Díjai, elismerései
- 2000 - Pro Literatura (Magyar Alkotóművészek Országos Egyesülete nívódíja
- 2002 - Kölcsey-díj (a Lakitelek Alapítvány díja)
- 2005 - József Attila-díj
- 2007 - Irodalmi Jelen-díj (Kolozsvár)
- 2009 - Székelyföld-díj (Csíkszereda)
- 2012 - Erdély Magyar Irodalmáért Alapítvány Hídverő díja (Székelyudvarhely)
- 2017 - Bárka-díj (a békéscsabai Bárka folyóirat nívódíja)
- 2018 - Magyar Arany Érdemkereszt
- 2019 - Tamási Áron-díj (a Tamási Áron Közalapítvány díja)
- 2023 - Magyar Érdemrend lovagkeresztje polgári tagozat

## Művei
- Olvasópróbák (tanulmányok, 1994)
- Tőzsér Árpád (kismonográfia, 1995)
- Kányádi Sándor (2003)
- Olvasópróbák II. (tanulmányok, 2003)
- Kényszerleszállás. Szilágyi Domokos emlékezete; vál., szerk., összeáll. Pécsi Györgyi; Nap Kiadó, Bp., 2005 (Emlékezet)
- Folytatódik. Írások és olvasások (tanulmányok, interjúk) (2007)
- Nagy Gáspár: Szaltószabadság. Válogatott versek. Vál., szerk. utószó. (Pegazus szárnyán 1.) Budapest, 2008, Mundus Kiadó.
- "Meggyötörten is gyönyörű". Képek és tények Kányádi Sándor életéből; Helikon, Bp., 2009
- Írások és olvasások (tanulmányok, interjúk); Magyar Nyugat, Vasszilvágy, 2011
- A Magyar Művészeti Akadémia harmadik emlékkönyve, 2008-2011; szerk. Kováts Flórián, Pécsi Györgyi; MMA, Bp., 2013
- Októberi stációk – Nagy Gáspár és 1956. Vál. szerk., utószó Pécsi Györgyi. Bp., 2016, Nap Kiadó
- Kortárs-költőverseny, 2011–2016; szerk. Pécsi Györgyi, Novotny Tihamér; Kortárs, Bp., 2017
- Szülőföldem [esszék]. Szerkesztette: --. Bp., 2019, Kortárs Folyóirat Kiadó Kft.
- Honvágy egy hazáért. Irodalmi tanulmányok; Nap, Bp., 2019 (Magyar esszék)
- Kányádi Sándor; 2. jav., bőv. kiad.; Előretolt Helyőrség Íróakadémia–Kárpát-medencei Tehetséggondozó Nonprofit Kft., Bp., 2019
- Olvasópróbák 3. [Könyvajánlók a Magyar Katolikus Rádióban, 2004-2007, válogatás]. Lakitelek, 2020, Antológia Kiadó
- Magyar irodalmi művek 1953-2016. Főszerkesztő: Falusi Márton és Pécsi Györgyi. Bp., 2021, MMA Kiadó - online: www.mmalexikon.h
- Fehéringes közmagyar. Beszélgetések Kányádi Sándorral. Szerk. Pécsi Györgyi, Bp., 2023, MMA Kiadó

## Külső hivatkozások
- Életrajza a PIM.hu-n
- Életrajza az Irodalmi Jelen honlapján
- Kortárs magyar írók